# Списак песама Селене Гомез
Селена Гомез је америчка певачица и глумица. У 2008. години, Гомезова је потписала уговор са издавачком кућом Hollywood Records. Гомезова је касније формирала бенд под називом Selena Gomez & the Scene. У 2009. години, Гомезова је издала свој први ЕП Нова прича о Пепељуги, са издавачком кућом Razor & Tie. Selena Gomez & the Scene издала је свој први дебитански албум, Kiss & Tell 2009. године. Њихов други албум, A Year Without Rain издат је 2010. године и њихов трећи албум, When the Sun Goes Down, 2011. године. Гомезова је најавила да ће бенд узети одмор док се Гомезова буде фокусирала на њену глумачку каријеру. У 2013. години најавила је да ће издати њен први дебитански соло албум, супротно њеним албумима са бендом. Резултат је био Stars Dance, издат 19. јула 2013. године. Stars Dance је у основи ЕДМ и поп, али је касније означен као електропоп.
Након проведених седам година са Hollywood Records, Гомезова је потписала уговор са издавачком кућом Interscope Records 2014. године. Непосредно пре склапања уговора са новом издавачком кућом, Гомезова је објавила компилацијски албум For You, 24. новембра 2014. године. Други студијски албум под називом Revival објављен је 9. октобра 2015. године. Revival је у основи денс-поп и електропоп албум са РнБ звуком, који је такође описан као "микс електроденс поп музике". Албум се сусрео са позитивном реакцијом критичара, који похвалили продукцију и текст на албуму.

## Песме
| Indicates single release | Приказује сингл издања |

| Song                                     | Artist(s)                                                                                         | Writer(s) | Originating album          | Year | Ref.          |
| ---------------------------------------- | ------------------------------------------------------------------------------------------------- | --- | -------------------------- | ---- | ------------- |
| "Already Missing You"                    | Prince Royce featuring Selena Gomez                                                               | Toby Gad Makeba Riddick Selena Gomez Geoffrey Royce Rojas                                                                   | Soy el Mismo               | 2013 | [ 18 ]        |
| "Anxiety"                                | Julia Michaels featuring Selena Gomez                                                             | Julia Michaels Selena Gomez                                                                                                 | Inner Monologue Part I     | 2019 |               |
| "As a Blonde" (cover)                    | Selena Gomez & the Scene                                                                          | Shelly Peiken Greg Wells Fefe Dobson                                                                                        | Kiss & Tell                | 2009 | [ 19 ]        |
| "A Year Without Rain"                    | Selena Gomez & the Scene                                                                          | Toby Gad Lindy Robbins | A Year Without Rain        | 2010 | [ 20 ]        |
| "Back to You"                            | Selena Gomez                                                                                      | Amy Allen Selena Gomez Micah Rayan Premnath Diederik van Elsas Parrish Warrington                                           | 13 Reasons Why: Season 2   | 2018 | [ 21 ]        |
| "Bad Liar"                               | Selena Gomez                                                                                      | David Byrne Chris Frantz Selena Gomez Ian Kirkpatrick Julia Michaels Justin Tranter Tina Weymouth                           | Н/Д                        | 2017 | [ 22 ]        |
| "Bang a Drum"                            | Selena Gomez                                                                                      | Ralph Churchwell Michael Nielsen Joleen Belle                                                                               | Another Cinderella Story   | 2008 | [ 23 ]        |
| "Bang Bang Bang"                         | Selena Gomez & the Scene                                                                          | Toby Gad Meleni Smith Priscilla Hamilton                                                                                    | When the Sun Goes Down     | 2011 | [ 24 ]        |
| "B.E.A.T."                               | Selena Gomez                                                                                      | Freddy Wexler Jai Marlon Julia Michaels Heather Jeanette Miley                                                              | Stars Dance                | 2013 | [ 25 ]        |
| "Bidi Bidi Bom Bom"                      | Selena featuring Selena Gomez                                                                     | Selena Quintanilla-Pérez Pete Astudillo                                                                                     | Enamorada de Ti            | 2013 | [ 26 ]        |
| "Birthday"                               | Selena Gomez                                                                                      | Crista Russo Mike Del Rio Jacob Kasher Hindlin                                                                              | Stars Dance                | 2013 | [ 25 ]        |
| "Body Heat"                              | Selena Gomez                                                                                      | Antonina Armato Tim James Chauncey Hollis Justin Tranter Julia Michaels Selena Gomez                                        | Revival                    | 2015 | [ 27 ]        |
| "Camouflage"                             | Selena Gomez                                                                                      | Badrilla Bourelly Christopher Braide                                                                                        | Revival                    | 2015 | [ 27 ]        |
| "Cologne"                                | Selena Gomez                                                                                      | Chloe Angelides Ross Golan Mikkel S. Eriksen Kent Sundberg Cato Sundberg Selena Gomez                                       | Revival                    | 2015 | [ 27 ]        |
| "Come & Get It"                          | Selena Gomez                                                                                      | Ester Dean Mikkel S. Eriksen T.E. Hermansen                                                                                 | Stars Dance                | 2013 | [ 25 ]        |
| "Cruella de Vil" (cover)                 | Selena Gomez                                                                                      | Mel Leven | Disneymania 6              | 2008 | [ 28 ]        |
| "Crush"                                  | Selena Gomez & the Scene                                                                          | Ted Bruner Trey Vittetoe Gina Schock                                                                                        | Kiss & Tell                | 2009 | [ 19 ]        |
| "Dices"                                  | Selena Gomez & the Scene                                                                          | Emanuel Kiriakou Priscilla Hamilton Edgar Cortazar Mark Portmann                                                            | When the Sun Goes Down     | 2011 | [ 24 ]        |
| "Disappear"                              | Selena Gomez                                                                                      | Will Anderson John Fields William James McAuley III                                                                         | Wizards of Waverly Place   | 2009 | [ 29 ]        |
| "Do It"                                  | Selena Gomez                                                                                      | Selena Gomez Antonina Armato Tim James Thomas Armato Sturges                                                                | For You                    | 2014 | [ 26 ]        |
| "Everything Is Not What It Seems"        | Selena Gomez                                                                                      | John Adair Ryan Elder Bradley Hamilton Stephen Hampton                                                                      | Wizards of Waverly Place   | 2009 | [ 30 ]        |
| "Falling Down"                           | Selena Gomez & the Scene                                                                          | Ted Bruner Trey Vittetoe Gina Schock                                                                                        | Kiss & Tell                | 2009 | [ 19 ]        |
| "Fantasma de Amor"                       | Selena Gomez & the Scene                                                                          | Jonas Jeberg Shelly Peiken Rasmus Seebach Edgar Cortazar Ernesto Cortazar Mark Portmann                                     | When the Sun Goes Down     | 2011 | [ 24 ]        |
| "Fetish"                                 | Selena Gomez featuring Gucci Mane                                                                 | Chloe Angelides Gino Barletta Radric Davis Selena Gomez Jonas Jeberg Joe Khajadourian Brett McLaughlin Alex Schwartz        | Н/Д                        | 2017 | [ 31 ]        |
| "Forget Forever"                         | Selena Gomez                                                                                      | Jason Evigan Clarence Coffee Alexander Izquierdo Jordan Johnson Stefan Johnson Marcus Lomax                                 | Stars Dance                | 2013 | [ 25 ]        |
| "Fly to Your Heart"                      | Selena Gomez                                                                                      | Michelle Tumes | Tinker Bell                | 2008 | [ 32 ]        |
| "Ghost of You"                           | Selena Gomez & the Scene                                                                          | Jonas Jeberg Shelly Peiken Rasmus Seebach                                                                                   | A Year Without Rain        | 2010 | [ 20 ]        |
| "Good for You"                           | Selena Gomez featuring ASAP Rocky                                                                 | Julia Michaels Justin Tranter Nick Monson Nolan Lambroza Rakim A. Mayers Hector Delgado Selena Gomez                        | Revival                    | 2015 | [ 27 ]        |
| "Hands"                                  | Selena Gomez among various artists                                                                | Justin Tranter Julia Michaels BloodPop                                                                                      | Н/Д                        | 2016 | [ 33 ]        |
| "Hands to Myself"                        | Selena Gomez                                                                                      | Justin Tranter Julia Michaels Robin Fredriksson Mattias Larsson Max Martin Selena Gomez                                     | Revival                    | 2015 | [ 27 ]        |
| "Hit the Lights"                         | Selena Gomez & the Scene                                                                          | Leah Haywood Daniel James Tony Nilsson                                                                                      | When the Sun Goes Down     | 2011 | [ 24 ]        |
| "Hold On"                                | Ben Kweller and Selena Gomez                                                                      | Charlton Pettus Simon Steadman                                                                                              | Rudderless                 | 2014 | [ 36 ]        |
| "I Can't Get Enough"                     | Benny Blanco, Tainy, Selena Gomez & J Balvin                                                      | Maria Cristina Chiluiza Jhay Cortez Marco Masís Mike Sabath Benny Blanco José Osorio Selena Gomez                           | TBA                        | 2019 |               |
| "I Don't Miss You at All"                | Selena Gomez & the Scene                                                                          | Lindy Robbins Toby Gad | Kiss & Tell                | 2009 | [ 19 ]        |
| "I Got U"                                | Selena Gomez & the Scene                                                                          | Matthew Wilder Tamara Dunn                                                                                                  | Kiss & Tell                | 2009 | [ 19 ]        |
| "I Like It That Way"                     | Selena Gomez                                                                                      | Joshua Coleman Jacob Kasher Hindlin Rickard Göransson Fransisca Hall Alexander Castillo Vasquez                             | Stars Dance                | 2013 | [ 25 ]        |
| "Intuition"                              | Selena Gomez & the Scene featuring Eric Bellinger                                                 | Toby Gad Lindy Robbins Eric Bellinger                                                                                       | A Year Without Rain        | 2010 | [ 20 ]        |
| "I Promise You"                          | Selena Gomez & the Scene                                                                          | Isaac Hasson Lindy Robbins Mher Filian                                                                                      | Kiss & Tell                | 2009 | [ 19 ]        |
| "I Want You to Know"                     | Zedd featuring Selena Gomez                                                                       | Anton Zaslavski Ryan Tedder Kevin Nicholas Drew                                                                             | True Colors                | 2015 | [ 37 ]        |
| "I Won't Apologize"                      | Selena Gomez & the Scene                                                                          | Selena Gomez John Fields William McAuley                                                                                    | Kiss & Tell                | 2009 | [ 19 ]        |
| "It Ain't Me"                            | Kygo & Selena Gomez                                                                               | Selena Gomez Kyrre Gørvell-Dahll Brian Lee Ali Tamposi Andrew Watt                                                          | Stargazing                 | 2017 | [ 38 ]        |
| "Kill Em with Kindness"                  | Selena Gomez                                                                                      | Antonina Armato Tim James Benjamin Levin Dave Audé Selena Gomez                                                             | Revival                    | 2015 | [ 27 ]        |
| "Kiss & Tell"                            | Selena Gomez & the Scene                                                                          | Ted Bruner Trey Vittetoe Gina Schock                                                                                        | Kiss & Tell                | 2009 | [ 19 ]        |
| "Like a Champion"                        | Selena Gomez                                                                                      | Daniel James Leah Haywood Peter Thomas Bebe Rexha Mark Myrie Leroy Sibbles                                                  | Stars Dance                | 2013 | [ 25 ]        |
| "Live Like There's No Tomorrow"          | Selena Gomez & the Scene                                                                          | Matt Bronleewe Nicky Chinn Andrew Fromm Meghan Kabir                                                                        | Ramona and Beezus          | 2010 | [ 20 ]        |
| "Love Will Remember"                     | Selena Gomez                                                                                      | Antonina Armato Desmond Child David Jost Tim James                                                                          | Stars Dance                | 2013 | [ 25 ]        |
| "Lover In Me"                            | Selena Gomez                                                                                      | Daniel James Leah Haywood Brian Lee Selena Gomez Stuart Crichton                                                            | Stars Dance                | 2013 | [ 25 ]        |
| "Love You like a Love Song"              | Selena Gomez & the Scene                                                                          | Antonina Armato Tim James Adam Schmalholz                                                                                   | When the Sun Goes Down     | 2011 | [ 24 ]        |
| "Magic"                                  | Selena Gomez                                                                                      | William Lyall David Paton                                                                                                   | Wizards of Waverly Place   | 2009 | [ 39 ]        |
| "Magical"                                | Selena Gomez                                                                                      | Leah Haywood Leon Haywood Daniel James Shelly Peiken                                                                        | Wizards of Waverly Place   | 2009 | [ 40 ]        |
| "Más"                                    | Selena Gomez & the Scene                                                                          | Isaac Hasson Lindy Robbins Mher Filian Mark Portman Edgar Cortazar Ernesto Cortazar                                         | For You                    | 2014 | [ 26 ]        |
| "Me & My Girls"                          | Selena Gomez                                                                                      | Antonina Armato Tim James Matt Morris Selena Gomez                                                                          | Revival                    | 2015 | [ 27 ]        |
| "Me & the Rhythm"                        | Selena Gomez                                                                                      | Justin Tranter Julia Michaels Robin Fredriksson Mattias Larsson Selena Gomez                                                | Revival                    | 2015 | [ 27 ]        |
| "Middle of Nowhere"                      | Selena Gomez & the Scene                                                                          | Espen Lind Amund Bjorklund Sandy Wilhelm Carmen Michelle Key                                                                | When the Sun Goes Down     | 2011 | [ 24 ]        |
| "More"                                   | Selena Gomez & the Scene                                                                          | Isaac Hasson Lindy Robbins Mher Filian                                                                                      | Kiss & Tell                | 2009 | [ 19 ]        |
| "Music Feels Better"                     | Selena Gomez                                                                                      | Leah Haywood Daniel James Jeremy Coleman Selena Gomez                                                                       | Stars Dance                | 2013 | [ 25 ]        |
| "My Dilemma"                             | Selena Gomez & the Scene                                                                          | Antonina Armato Tim James Devrim Karaoglu                                                                                   | When the Sun Goes Down     | 2011 | [ 24 ]        |
| "My Dilemma 2.0"                         | Selena Gomez & the Scene                                                                          | Antonina Armato Tim James Devrim Karaoglu                                                                                   | For You                    | 2014 | [ 26 ]        |
| "Naturally"                              | Selena Gomez & the Scene                                                                          | Antonina Armato Tim James Devrim Karaoglu                                                                                   | Kiss & Tell                | 2009 | [ 19 ]        |
| "New Classic"                            | Drew Seeley and Selena Gomez                                                                      | Ralph Churchwell Michael Nielsen Drew Seeley Joleen Belle                                                                   | Another Cinderella Story   | 2008 | [ 23 ]        |
| "Nobody"                                 | Selena Gomez                                                                                      | Julia Michaels Shane Stevens Nick Monson Selena Gomez                                                                       | Revival                    | 2015 | [ 27 ]        |
| "Nobody Does It Like You"                | Selena Gomez                                                                                      | Selena Gomez Toby Gad Lindy Robbins                                                                                         | Stars Dance                | 2013 | [ 25 ]        |
| "Off the Chain"                          | Selena Gomez & the Scene                                                                          | Antonina Armato Tim James Devrim Karaoglu                                                                                   | A Year Without Rain        | 2010 | [ 20 ]        |
| "One and the Same"                       | Demi Lovato and Selena Gomez                                                                      | Dave Derby Colleen Fitzpatrick Michael Kotch                                                                                | Disney Channel Playlist    | 2009 | [ 41 ]        |
| "Only You" (cover)                       | Selena Gomez                                                                                      | Vince Clarke | 13 Reasons Why             | 2017 | [ 42 ]        |
| "Outlaw"                                 | Selena Gomez & the Scene                                                                          | Selena Gomez Antonina Armato Tim James Thomas Armato Sturges                                                                | When the Sun Goes Down     | 2011 | [ 24 ]        |
| "Outta My Hands (Loco)"                  | Selena Gomez                                                                                      | Antonina Armato Tim James Selena Gomez                                                                                      | Revival                    | 2015 | [ 27 ]        |
| "Perfect"                                | Selena Gomez                                                                                      | Julia Michaels Justin Tranter Felix Snow Selena Gomez                                                                       | Revival                    | 2015 | [ 27 ]        |
| "Revival"                                | Selena Gomez                                                                                      | Antonina Armato Tim James Chauncey Hollis Justin Tranter Julia Michaels Adam Schmalholz Selena Gomez                        | Revival                    | 2015 | [ 27 ]        |
| "Rise"                                   | Selena Gomez                                                                                      | Antonina Armato Tim James Chauncey Hollis Adam Schmalholz Selena Gomez                                                      | Revival                    | 2015 | [ 27 ]        |
| "Rock God"                               | Selena Gomez & the Scene                                                                          | Katy Perry Printz Board Victoria Jane Horn                                                                                  | A Year Without Rain        | 2010 | [ 20 ]        |
| "Round & Round"                          | Selena Gomez & the Scene                                                                          | Kevin Rudolf Jacob Kasher Fefe Dobson Jeff Halavacs Andrew Bolooki                                                          | A Year Without Rain        | 2010 | [ 20 ]        |
| "Same Old Love"                          | Selena Gomez                                                                                      | Tor Hermansen Mikkel Eriksen Benjamin Levin Charlotte Aitchison Ross Golan                                                  | Revival                    | 2015 | [ 27 ]        |
| "Save the Day"                           | Selena Gomez                                                                                      | Mitch Allan Jason Evigan Livvi Franc                                                                                        | Stars Dance                | 2013 | [ 25 ]        |
| "Send It On"                             | Disney's Friends for Change (featuring Demi Lovato, Jonas Brothers, Miley Cyrus and Selena Gomez) | Adam Anders Nikki Hassman Peer Åström                                                                                       | Н/Д                        | 2009 | [ 43 ]        |
| "Shake It Up"                            | Selena Gomez                                                                                      | Jeannie Lurie Aris Archontis Chen Neeman                                                                                    | Shake It Up: Break It Down | 2013 | [ 44 ]        |
| "Sick of You"                            | Selena Gomez & the Scene                                                                          | Matt Squire Lucas Banker | A Year Without Rain        | 2010 | [ 20 ]        |
| "Slow Down"                              | Selena Gomez                                                                                      | Lindy Robbins Julia Michaels Niles Hollowell-Dhar David Kuncio Freddy Wexler                                                | Stars Dance                | 2013 | [ 25 ]        |
| "Sober"                                  | Selena Gomez                                                                                      | Chloe Angelides Jacob Kasher Hindlin Julia Michaels Tor Hermansen Mikkel Eriksen                                            | Revival                    | 2015 | [ 27 ]        |
| "Spotlight"                              | Selena Gomez & the Scene                                                                          | Shelly Peiken Nikki Hassman Peer Åström Adam Anders                                                                         | A Year Without Rain        | 2010 | [ 20 ]        |
| "Stars Dance"                            | Selena Gomez                                                                                      | Antonina Armato Tim James Adam Schmalholz                                                                                   | Stars Dance                | 2013 | [ 25 ]        |
| "Stop & Erase"                           | Selena Gomez & the Scene                                                                          | Ted Bruner Trey Vittetoe Gina Schock                                                                                        | Kiss & Tell                | 2009 | [ 19 ]        |
| "Summer's Not Hot"                       | Selena Gomez & the Scene                                                                          | Nadir Khayat Antonina Armato Tim James                                                                                      | A Year Without Rain        | 2010 | [ 20 ]        |
| "Survivors"                              | Selena Gomez                                                                                      | Ross Golan Steve Mac | Revival                    | 2015 | [ 27 ]        |
| "Taki Taki"                              | DJ Snake featuring Selena Gomez, Ozuna & Cardi B                                                  | William Grigahcine Belcalis Almanzar Jordan Thorpe Selena Gomez Ava Brignol Juan Carlos Ozuna Vicente Saavedra Juan Vasquez |                            | 2018 | [ 45 ]        |
| "Tell Me Something I Don't Know"         | Selena Gomez                                                                                      | Ralph Churchwell Michael Nielsen Antonina Armato                                                                            | Another Cinderella Story   | 2008 | [ 23 ]        |
| "Tell Me Something I Don't Know" (remix) | Selena Gomez & the Scene                                                                          | Ralph Churchwell Michael Nielsen Antonina Armato                                                                            | Kiss & Tell                | 2009 | [ 19 ]        |
| "That's More Like It"                    | Selena Gomez & the Scene                                                                          | Josh Alexander Billy Steinberg Katy Perry                                                                                   | When the Sun Goes Down     | 2011 | [ 24 ]        |
| "The Heart Wants What It Wants"          | Selena Gomez                                                                                      | Selena Gomez Antonina Armato David Jost Tim James                                                                           | For You                    | 2014 | [ 26 ]        |
| "The Way I Loved You"                    | Selena Gomez & the Scene                                                                          | Shelly Peiken Rob Wells | Kiss & Tell                | 2009 | [ 19 ]        |
| "Trust Nobody"                           | Cashmere Cat featuring Selena Gomez & Tory Lanez                                                  | Magnus August Høiberg Brittany Hazzard Daystar Peterson Selena Gomez Benjamin Levin Adam Feeney                             | 9                          | 2016 | [ 46 ]        |
| "Trust in Me" (cover)                    | Selena Gomez                                                                                      | Robert B. Sherman Richard M. Sherman                                                                                        | Disneymania 7              | 2010 | [ 47 ]        |
| "Un Año Sin Lluvia"                      | Selena Gomez & the Scene                                                                          | Edgar Cortazar Mark Portmann Toby Gad Lindy Robbins                                                                         | A Year Without Rain        | 2010 | [ 48 ]        |
| "Undercover"                             | Selena Gomez                                                                                      | Niles Hollowell-Dhar Lindy Robbins Julia Michaels Rome Ramirez                                                              | Stars Dance                | 2013 | [ 25 ]        |
| "We Don't Talk Anymore"                  | Charlie Puth featuring Selena Gomez                                                               | Charlie Puth Jacob Kasher Hindlin Selena Gomez                                                                              | Nine Track Mind            | 2016 | [ 49 ]        |
| "We Own the Night"                       | Selena Gomez & the Scene featuring Pixie Lott                                                     | Toby Gad Pixie Lott | When the Sun Goes Down     | 2011 | [ 24 ]        |
| "When the Sun Goes Down"                 | Selena Gomez & the Scene                                                                          | Selena Gomez Joey Clement Steve Sulikowsk Stefan Abingdon                                                                   | When the Sun Goes Down     | 2011 | [ 24 ]        |
| "Whiplash"                               | Selena Gomez & the Scene                                                                          | Greg Kurstin Nicole Morier Britney Spears                                                                                   | When the Sun Goes Down     | 2011 | [ 24 ]        |
| "Whoa Oh! (Me vs. Everyone) (remix)"     | Forever the Sickest Kids featuring Selena Gomez                                                   | Austin Bello Caleb Turman Jonathan Cook                                                                                     | Н/Д                        | 2009 | [ 50 ] [ 51 ] |
| "Who Says"                               | Selena Gomez & the Scene                                                                          | Emanuel Kiriakou Priscilla Hamilton                                                                                         | When the Sun Goes Down     | 2011 | [ 24 ]        |
| "Winter Wonderland" (cover)              | Selena Gomez & the Scene                                                                          | Felix Bernard Richard B. Smith                                                                                              | All Wrapped Up Vol. 2      | 2009 | [ 52 ]        |
| "Wolves"                                 | Selena Gomez & Marshmello                                                                         | Louis Bell Selena Gomez Brian Lee Marshmello Carl Rosen Ali Tamposi Andrew Watt                                             | Н/Д                        | 2017 | [ 53 ]        |
| "Write Your Name"                        | Selena Gomez                                                                                      | Daniel James Leah Haywood Arnthor Birgisson                                                                                 | Stars Dance                | 2013 | [ 25 ]        |

## Notes
1. ↑  Gomez is not credited as a writer on Revival booklet, although she is listed as a writer in both ASCAP and BMI repertoires.[34][35]